# 京都朝日シネマ
京都朝日シネマ（きょうとあさひシネマ）は、京都府京都市中京区河原町三条にあった映画館。河原町通沿いの京都朝日会館ビル4階にあった。京都初の本格的アート系ミニシアターとされる。ヘラルドエンタープライズが経営母体であり、シネマ・ワークが運営した。社会派映画やアジア映画に力を入れ、京都映画祭やアジア映画祭の会場となった。

## 沿革
- 1988年 - 京都朝日シネマとして開館
- 2003年 - 京都朝日シネマが閉館

2004年 - 京都シネマが開館

## データ
- 所在地 : 京都府京都市中京区河原町三条上ル恵比須町427 京都朝日会館4階
現在は京都市総合企画局情報課推進室が入居[3]。
- アクセス : 京都市営地下鉄東西線京都市役所前駅から徒歩4分、京阪三条駅から徒歩4分、京都市営地下鉄東西線三条京阪駅から徒歩5分
- 座席数 : 95席（シネマ1）、63席（シネマ2）[4]
- 支配人 : 熊田万理子（1989?）、伊藤正昭（1988-1990）、神谷雅子（1990-2003）[4]

## 歴史

### 京都朝日シネマの開館

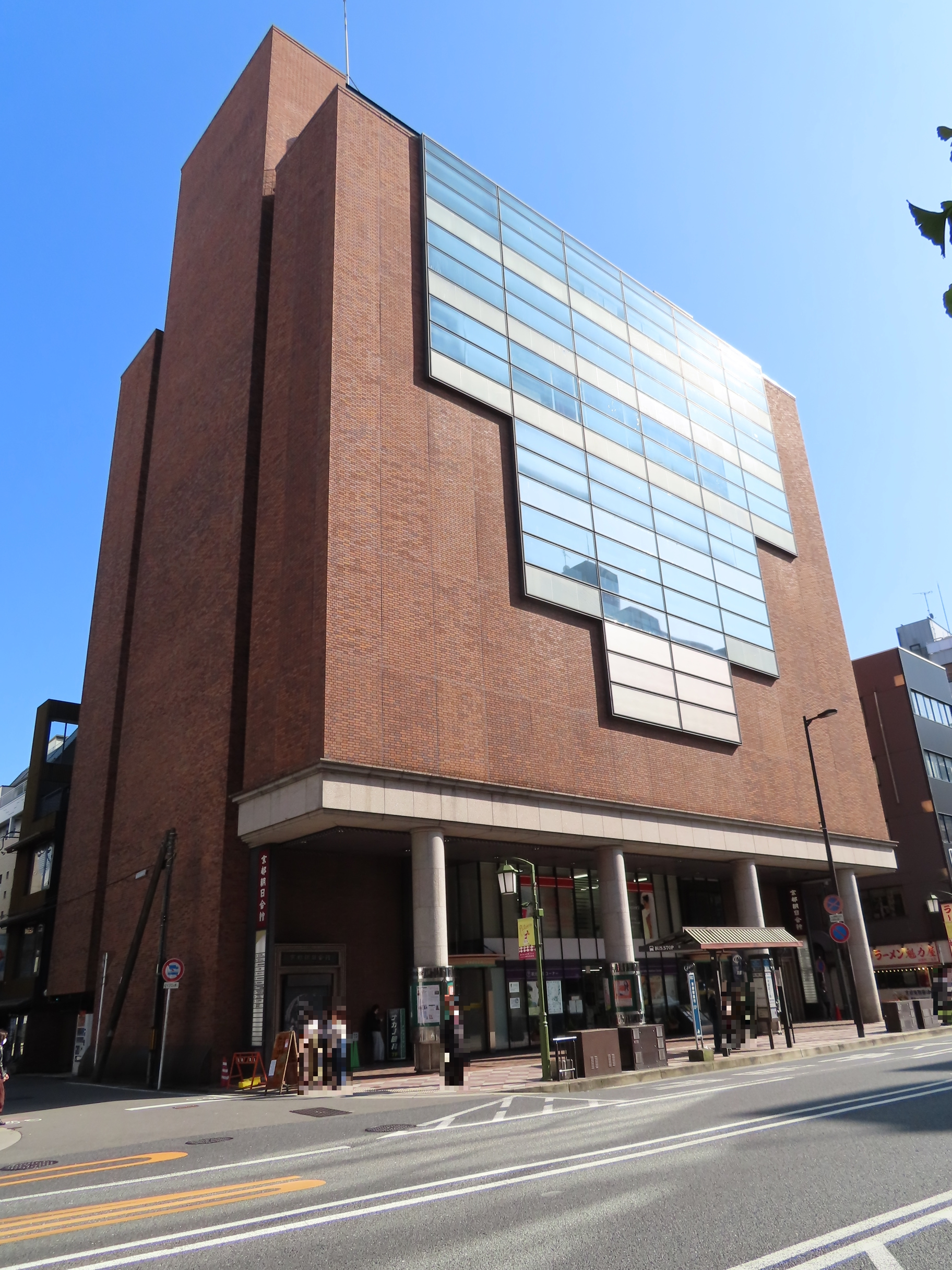
跡地にある京都朝日会館ビル

1975年に三条河原町に竣工した京都朝日会館ビルは、2代目の京都朝日会館である。このビルの改築に伴い、1988年7月10日に京都朝日シネマが開館。ビルの所有者は朝日新聞社であるが、日本ヘラルド映画が映画館を建設し、映画製作から配給・興行まですべてを行うシネマ・ワークが運営を担当。関西のミニシアターで初めて完全入替制を導入し、場内での飲食を禁止し、ロビーを完全禁煙とするなどして個性を出した。これらには観客が戸惑うこともあったが、徐々に映画の街の市民に受け入れられていった。アート系作品だけでなく社会派作品も多く上映し、京都市内のみならず他府県からも電車などで来場する客がいた。
情報発信手段としてニューズレターを発行した。このニューズレターでは映画情報に加えて音楽や演劇などの文化情報も紹介し、映画評論家のおすぎによるコラムも掲載。オープニング上映作品は『ローマの休日』（ウィリアム・ワイラー監督）と『薔薇の名前』（ジャン＝ジャック・アノー監督）だった。1988年から1990年頃には関西で次々とミニシアターが誕生しており、国名小劇（大阪・日本橋）、梅田キネマ（大阪・梅田）、シネマ・ヴェリテ（大阪・梅田）、アサヒシネマ3（神戸・三宮）、テアトル梅田（大阪・梅田）などが京都朝日シネマと同時期に開館している。

### 閉館と京都シネマの開館

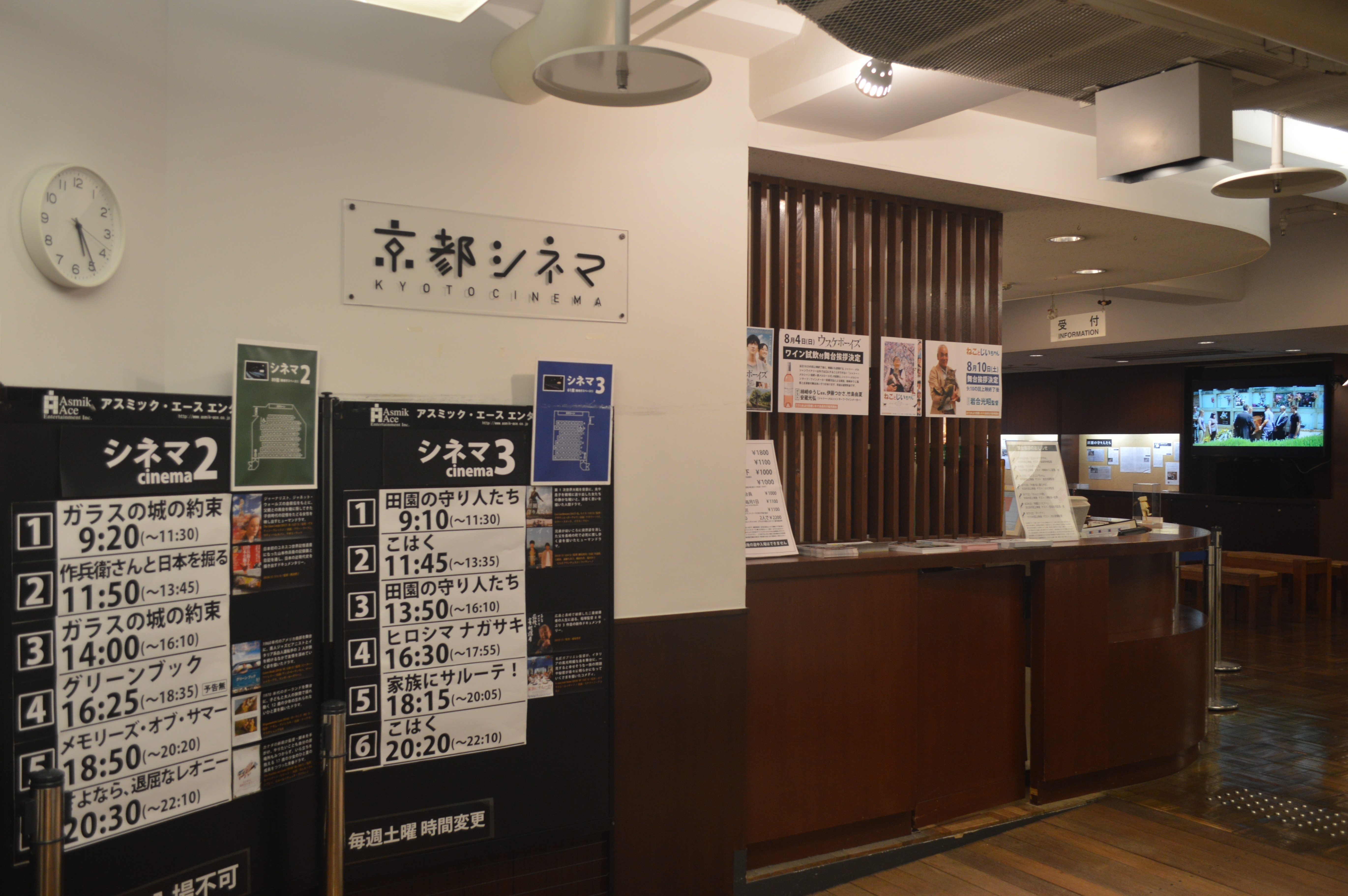
京都朝日シネマの元支配人・神谷雅子が開館させた京都シネマ

京都朝日シネマの経営は黒字だったが、ヘラルドグループの方針転換で閉館が決定し、2003年1月29日に閉館した。閉館間近には『ワンダフルライフ』（是枝裕和監督）などが上映され、是枝監督も来館した。1月25日にはフィナーレ企画「映画の天使」と題して、撮影監督である宮川一夫と映画評論家である淀川長治の対談が行われた(対談自体は1989年に行われたもの。淀川は1998年、宮川は1999年没)。最終上映作品は京都を舞台にした『お引越し』（相米慎二監督）であり、狂言師の茂山千之丞による手締めで閉館が惜しまれた。京都朝日シネマの閉館により、京都市内のミニシアターは九条大宮の京都みなみ会館のみとなり、京都みなみ会館がアート系作品の上映に関して中心的な役割を担った。
京都朝日シネマの閉館を惜しむ声は京都の映画ファンだけでなく、関西中の、また全国の映画ファンの中から上がった。支配人の神谷雅子も閉館を残念に思う一人であり、閉館後も上映会の開催とニューズレターの発行を行った。京都朝日シネマの存続を願う署名は北海道から沖縄まで7,000人分が集まった。神谷が中心となって株式会社如月社を設立し、ミニシアターの開館を模索。京都朝日シネマ閉館から約2年後の2004年12月4日、四条烏丸の複合商業施設COCON KARASUMAに京都シネマが開館した。

## 特徴
ヘラルドグループの興行会社であるヘラルドエンタープライズの直営館であり、系列館には恵比寿ガーデンシネマ（東京）、シネスイッチ銀座（東京）、梅田ガーデンシネマ（大阪）、パラダイスシネマ（大阪）などがあった。1999年公開の『ライフ・イズ・ビューティフル』（ロベルト・ベニーニ監督）が京都朝日シネマの入場者記録を作ったが、2002年に『アメリ』（ジャン＝ピエール・ジュネ監督）が塗り替えた。年間上映作品数は約50本、年間観客数はコンスタントに10万人を超え、会員数も3,000人前後で安定していた。